# 綠痕
綠痕，台灣言情小說作家。擅長架空古裝大型系列作，代表作為宮廷小說《九龍策》。2003年應尖端出版之邀以筆名“鐵勒”出版《百年江山》三部曲，2010年2月禾馬文化以綠痕之名再版販售，2017年售其作品版權予華文創何琇瓊。

## 外部連結
- 綠痕的綿羊嶺 （页面存档备份，存于）
- 綠痕的綿羊嶺(Facebook)
- 瘋小羊綠痕限定站(Facebook) （页面存档备份，存于）
- 禾馬文化 （页面存档备份，存于）